# From the Inside (앨리스 쿠퍼의 음반)
| 전문가 평가                   | 전문가 평가 |
| 평가 점수                     | 평가 점수   |
| 출처                          | 점수        |
| ----------------------------- | ----------- |
| AllMusic                      | [ 3 ]       |
| The Rolling Stone Album Guide | [ 4 ]       |

《From the Inside》는 1978년 12월, 워너 브라더스 레코드에서 발매한 미국의 록 가수 앨리스 쿠퍼의 네 번째 솔로 스튜디오 음반이다. 쿠퍼가 알코올 의존증으로 인해 뉴욕 망명지에 머무는 과정을 다룬 콘셉트 음반이다. 노래에 등장하는 각 캐릭터는 쿠퍼가 망명지에서 만난 실제 사람들을 바탕으로 제작되었다. 이 음반에는 작사가 버니 토핀, 기타리스트 데이비 존스톤, 베이시스트 디 머리 등 엘튼 존의 오랜 동료 세 명이 참여했다.
음반의 리드 싱글은 파워 발라드 〈How You Gonna See Me Now〉로, 빌보드 핫 100 차트에서 12위를 차지했다. 이를 위한 뮤직 비디오도 제작되었다.

## 커버 아트
커버 아트는 앨리스 쿠퍼의 얼굴이 전면에 있는 중앙 분리 게이트폴드이다. 미치광이 정신병원의 세 페이지 이미지로 열린다. 왼쪽 상단 모서리에는 위에 "조용한 방"이라고 적힌 표지판이 있는 문이 있는데, 이 문은 지퍼가 달린 감방에 앉아 있는 쿠퍼의 모습을 보여주는 숨겨진 덮개이다. 플랩 안쪽에는 "Inmates! In memory of Moonie(수감자들! 무니를 기리기 위해)"라는 메시지가 적혀 있으며, 이는 록 밴드 더 후의 드러머였던 쿠퍼의 오랜 술 친구 키스 문에게 고개를 끄덕이는 것이다. 감방에 있는 쿠퍼의 사진은 노래 가사와 함께 안쪽 슬리브에 인쇄되어 있다. 뒷면 커버에는 이중 문에 트랙이 나열된 망명 건물 뒷면의 사진이 있는데, 이 사진은 모든 수감자가 복도를 질주하며 석방을 알리는 종이를 공중에 흔드는 모습을 보여주기 위해 열려 있다. 플랩으로 숨겨진 두 이미지는 모두 안쪽 슬리브에 인쇄되어 있다.

## 곡 목록
모든 곡들은 특별한 언급이 없는 한 앨리스 쿠퍼, 딕 와그너 그리고 버니 토핀에 의해 작사/작곡하였다.
| #  | 제목                                  | 작사·작곡                           | 재생 시간 |
| -- | ------------------------------------- | ----------------------------------- | --------- |
| 1. | 〈From the Inside〉                   | 쿠퍼, 토핀, 와그너, 데이비드 포스터 | 3:55      |
| 2. | 〈Wish I Were Born in Beverly Hills〉 |                                     | 3:38      |
| 3. | 〈The Quiet Room〉                    |                                     | 3:52      |
| 4. | 〈Nurse Rozetta〉                     | 쿠퍼, 토핀, 스티브 루카서, 포스터   | 4:15      |
| 5. | 〈Millie and Billie〉                 | 쿠퍼, 토핀, 브루스 로버츠           | 4:15      |

| #   | 제목                          | 작사·작곡                  | 재생 시간 |
| --- | ----------------------------- | -------------------------- | --------- |
| 6.  | 〈Serious〉                   | 쿠퍼, 토핀, 포스터, 루카서 | 2:44      |
| 7.  | 〈How You Gonna See Me Now〉  |                            | 3:57      |
| 8.  | 〈For Veronica's Sake〉       |                            | 3:37      |
| 9.  | 〈Jackknife Johnny〉          |                            | 3:45      |
| 10. | 〈Inmates (We’re All Crazy)〉 |                            | 5:03      |